# 宛如祈禱者 (歌曲)
〈宛如祈禱者〉（英語：Like a Prayer）是美國女歌手瑪丹娜在1989年3月發行的歌曲，為她第四張同名專輯《宛如祈禱者》（英語：Like a Prayer）中首支同名主打單曲，它同時也是百事可樂的廣告曲，這首歌曲的音樂影片內容因涉及宗教且過於大膽及前衛，許多畫面更是顛覆了當時的保守觀念，因此在播出後引起了宗教界的抨擊抗議聲浪。〈宛如祈禱者〉隨著各方撻伐聲浪不斷越炒越熱，成為瑪丹娜在美國的首支白金單曲，它在英美兩地都是獲得3週冠軍，這首歌曲也是瑪丹娜在1980年代中，相當重要的代表作品之一。

## 資料

### 歌曲簡介
〈宛如祈禱者〉是瑪丹娜首次觸碰到宗教議題的音樂作品，這首單曲融合了流行、搖滾、放克以及福音等多元素的曲風，歌曲背景以唱詩班大合聲做烘托，這種仿聖歌型式的歌曲，在瑪丹娜昔日的作品中並未見過。〈宛如祈禱者〉這首歌曲由瑪丹娜和音樂夥伴Patrick Leonard兩人共同譜寫，瑪丹娜也藉這首歌曲來描述上帝在她心目中的地位和形象。

### 影片爭議
〈宛如祈禱者〉原本是要連同百事可樂的廣告宣傳一起推出，但就在這首單曲的音樂影片公開上映後，讓百事可樂不得不緊急喊卡，馬上撤換掉這首廣告曲，最主要原因是這支MV受到梵蒂岡教廷的譴責，他們認為影片內容是在褻瀆上帝。這支影片的內容有許多地方受到爭議，例如瑪丹娜在燃燒的十字架前面跳舞，更遑論她還是內衣外穿；再者，影片畫面出現非裔黑皮膚的耶穌像，以及耶穌像變成真人還與瑪丹娜發生肌膚之親，這些都是被認為藐視宗教的影片內容。而抨擊聲浪排山倒海而來，輿論的力量使得原本邀請瑪丹娜擔任年度代言人的百事可樂，不得不取消對瑪丹娜演唱會的贊助。但隨著這起爭議事件越炒越熱，瑪丹娜這首單曲的知名度也越來越高，在排行榜上的成績也越來越好，這無異也是免費又幫百事可樂宣傳了一遍。
瑪丹娜在MV當中的造型自然免不了又成為媒體討論的焦點，除了內衣外穿的話題外，這是她自出道以來首次為了發行新專輯而將頭髮染黑，一反長期以來她給世人金髮尤物的既定印象，黑色的頭髮反而讓瑪丹娜顯現出另一種性感成熟的韻味。

### 商業成績
〈宛如祈禱者〉挾著MV製造爭議話題，同時也讓這首單曲在媒體上曝光的程度大大提升。於是它在1989年3月18日首週進入單曲榜直接穩坐第38名，而強勢的後勁讓這支單曲在排行榜上火速竄升，後以25→11→5→3→1，在4月22日專輯和單曲同時登上告示牌榜首位置，成為瑪丹娜第7首美國冠軍單曲。〈宛如祈禱者〉的單曲銷售量也突破100萬張，成為瑪丹娜第一支白金單曲，蟬連三週冠軍的〈宛如祈禱者〉在榜內共停留16週，在告示牌1989年中百大單曲名列第25名。
〈宛如祈禱者〉除了在美國奪冠之外，早在1989年3月18日它就已經先登上英國單曲榜的冠軍位置，在英國亦是蟬連三週冠軍，成為瑪丹娜第6首英國冠軍單曲，而這首單曲也成為在〈爸爸別說教〉以及〈她是誰〉之後，瑪丹娜第三首英美雙冠軍單曲。

### 單曲收錄
〈宛如祈禱者〉除收錄於瑪丹娜1989年第四張錄音室專輯《宛如祈禱者》（英語：Like a Prayer）中，日後亦收錄在她1990年的《瑪丹娜精選輯》（英語：The Immaculate Collection）以及2009年的《娜經典》（英語：Celebration）精選輯中。